# Darczyce
Darczyce – przysiółek wsi Trąbki w Polsce, położony w województwie małopolskim, w powiecie wielickim, w gminie Biskupice.
W latach 1975–1998 przysiółek administracyjnie należał do województwa krakowskiego.
Dawniej obszar dworski w powiecie wielickim, liczący w 1874 roku 4 mieszkańców.